# Buri Ram (Provinz)

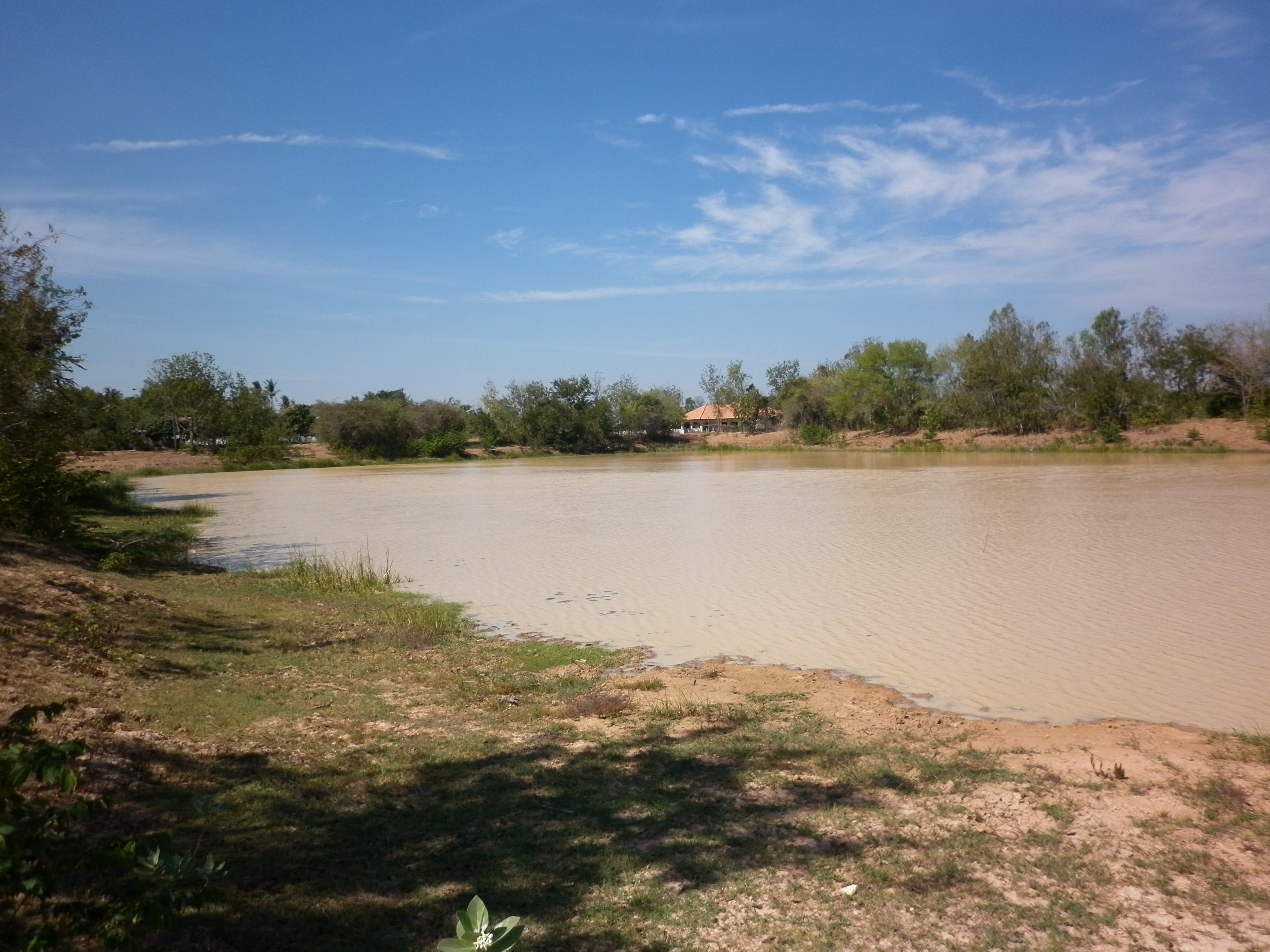
Wasser-Reservoir bei Mueang Pho, Amphoe Huai Rat in der Provinz Buri Ram

Buri Ram (Thai: จังหวัดบุรีรัมย์, auch als Buriram wiedergegeben) ist eine Provinz (Changwat) in der Nordostregion von Thailand, dem so genannten Isan. Die Hauptstadt der Provinz heißt ebenfalls Buri Ram.

## Geographie
Die Provinz liegt im südlichen Teil des Khorat-Plateaus an der Grenze zu Kambodscha. Hier befinden sich zahlreiche erloschene Vulkane. Im Süden erheben sich die Phanom Malai-Berge, die eine natürliche Grenze zu Kambodscha bilden.
Etwa 60 % der Fläche der Provinz wird landwirtschaftlich genutzt, 5 % ist Waldgebiet.
| Benachbarte Provinzen und Gebiete: | Benachbarte Provinzen und Gebiete:    |
| ---------------------------------- | ------------------------------------- |
| Norden                             | Khon Kaen und Maha Sarakham           |
| Osten                              | Surin                                 |
| Süden                              | Sakaeo und Landesgrenze zu Kambodscha |
| Westen                             | Nakhon Ratchasima                     |

### Wichtige Städte
- Buri Ram
- Nang Rong

### Wichtige Flüsse
- Mae Nam Mun (Mun-Fluss)
- Mae Nam Chi (Chi-Fluss)

### Klima
Das Klima ist tropisch-monsunal, mit sommerlichen Temperaturen um 37 °C und winterlichen Nachttemperaturen von 8 °C.

## Geschichte
Die Gegend von Buri Ram war während der Herrschaft der Khmer offenbar eine wichtige Provinz, die zahlreichen sehr schönen Tempelanlagen legen davon noch heute Zeugnis ab. Zwischen dem frühen 9. und dem 13. Jahrhundert regierte hier die Dynastie von Madharapura. Im Zuge der Verdrängung der Khmer aus dem heutigen Staatsgebiet von Thailand im 13. und 14. Jahrhundert fiel Buri Ram an das Königreich Ayutthaya.

## Wirtschaft und Bedeutung

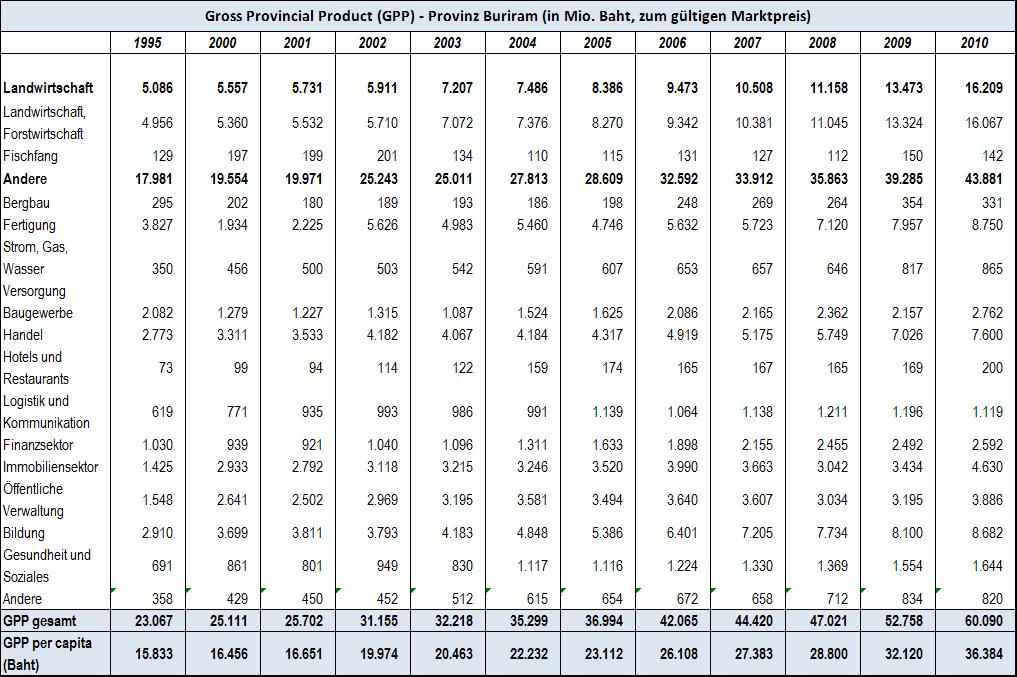
Gross Provincial Product der Provinz Buri Ram 1995 bis 2010

Die Provinz Buri Ram hat insgesamt 951 Feuchtgebiete mit einer Fläche von 564,3 km², die mehr oder weniger intensiv für die Landwirtschaft genutzt werden. Die wesentliche Einnahmequelle ist der Reisanbau. Daneben werden Rinder und Wasserbüffel gezüchtet sowie Jute, Seide und Tapioka hergestellt bzw. angebaut.
Im Zuge der Asienkrise 1997 wurde auch die Wirtschaft der Provinz Buri Ram betroffen, allerdings nicht alle Sektoren gleichmäßig. Die Auswirkungen waren jedoch erst im Jahr 1999 und 2000 zu bemerken, das Gross Provincial Product (GPP) fiel in diesen Jahren unter den Stand von 1995 zurück. Danach erholt sich das GPP langsam wieder. Siehe auch nebenstehende Grafik.
Im Jahr 2011 betrug das „Gross Provincial Product“ (Bruttoinlandsprodukt) 65,976 Milliarden Baht, dass GPP pro Kopf lag 2011 bei 39.761 Baht.

### Gross Provincial Product zwischen 1995 und 2000
Das Gross Provincial Product vor, während und nach der Asienkrise 1997 (zu aktuellen Marktpreisen).
| 1995             | 1996             | 1997             | 1998             | 1999             | 2000             |
| ---------------- | ---------------- | ---------------- | ---------------- | ---------------- | ---------------- |
| 23,067 Mrd. Baht | 25,518 Mrd. Baht | 25,965 Mrd. Baht | 27,145 Mrd. Baht | 28,569 Mrd. Baht | 25,111 Mrd. Baht |

Daten vom Office of the National Economic and Social Development Board (NESDB):

### Daten
Die unten stehende Tabelle zeigt den Anteil der Wirtschaftszweige am Gross Provincial Product in Prozent:
| Wirtschaftszweig | 2006 | 2007 | 2008 | 2011  |
| ---------------- | ---- | ---- | ---- | ----- |
| Landwirtschaft   | 22,0 | 23,2 | 21,9 | 26,55 |
| Industrie        | 12,6 | 12,2 | 13,4 | 22,5  |
| Andere           | 65,4 | 64,6 | 64,7 | 50,95 |

D
Daten vom Office of the National Economic and Social Development Board (NESDB):
Die am stärksten zur Wirtschaftsleistung der Provinz beitragende Branche war im Jahr 2011 die Landwirtschaft mit 17,390 Mrd. Baht, gefolgt vom verarbeitenden Gewerbe mit 10,759 Mrd. Baht, Bildung mit 9,487 Mrd. Baht sowie Groß- und Einzelhandel mit 7,816 Mrd. Baht.

### Beschäftigung
In der Provinz Buri Ram leben und arbeiten die Menschen noch hauptsächlich im landwirtschaftlichen Umfeld, so arbeiteten im Jahr 1990 88,6 % aller über 15-Jährigen im landwirtschaftlichen Bereich und auch 10 Jahre später im Jahr 2000 waren es mit 84 % gerade mal knapp 5 % weniger.
Die Stellung im Erwerbsleben in Prozent sah im Jahr 2000 wie folgt aus: 0,4 % waren Arbeitgeber, 33,5 % waren Selbstständige, 17,4 % waren Angestellte und ganze 48,7 % waren unbezahlte mithelfende Familienangehörige.

### Staudämme
Lam Nang Rong – Staudamm südwestlich der Provinzhauptstadt Buri Ram bei dem Dorf Ban Non Din Daeng, Amphoe Non Din Daeng: der 23 m hohe und 1.500 Meter lange Damm dient der Bewässerung der Felder in der Umgebung.

## Verkehr

### Flugverkehr
Flughafen Buriram (Thai: ท่าอากาศยานบุรีรัมย์; ICAO-Code: VTUO)
Der Flughafen liegt etwa 30 Kilometer nordöstlich vom Stadtzentrum von Buri Ram entfernt und ist per Taxi oder Tuk-Tuk zu erreichen.

### Bahnverkehr
Die Provinz Buri Ram hat mehrere Bahnhöfe, diese werden durch die Nordostlinie Bangkok – Ubon Ratchathani der thailändischen Staatsbahn (State Railway of Thailand SRT) verbunden:
|              | Bahnhöfe    |                  |
| ------------ | ----------- | ---------------- |
| Lam Plai Mat | Thamen Chai | Ban Salaeng Phan |
| Ban Nong Tat | Buri Ram    | Ban Tako         |
| Huai Rat     | Krasang     | Nong Teng        |

Des Weiteren verbindet die Nordostlinie Buri Ram mit Nakhon Ratchasima im Westen und Surin im Osten.

### Busverkehr
Es gibt mehrere Fernbusbahnhöfe in der Provinz Buri Ram
- Buri Ram Bus Terminal
- Nang Rong Bus Terminal

## Bildung
Die Provinz Buri Ram verfügte 2006 über 874 Schulen mit 13.064 Lehrern und 297.637 Schülern. Laut NSO besuchten 1990 nur 42,4 % und 2000 nur 58,9 % der 6- bis 24-Jährigen die Schule.

### Universitäten
- Rajabhat-Universität Buriram (มหาวิทยาลัยราชภัฎบุรีรัมย์)[9]
- Ramkhamhaeng-Universität – Regionaler Campus[10]

### Colleges
- Buriram Polytechnic College
- Buriram Agriculture and Technology College
- Buriram Technical College
- Buriram Agriculture College
- Satuek Industrial and Community Education College
- Nangrong Industrial and Community Education College

## Gesundheit

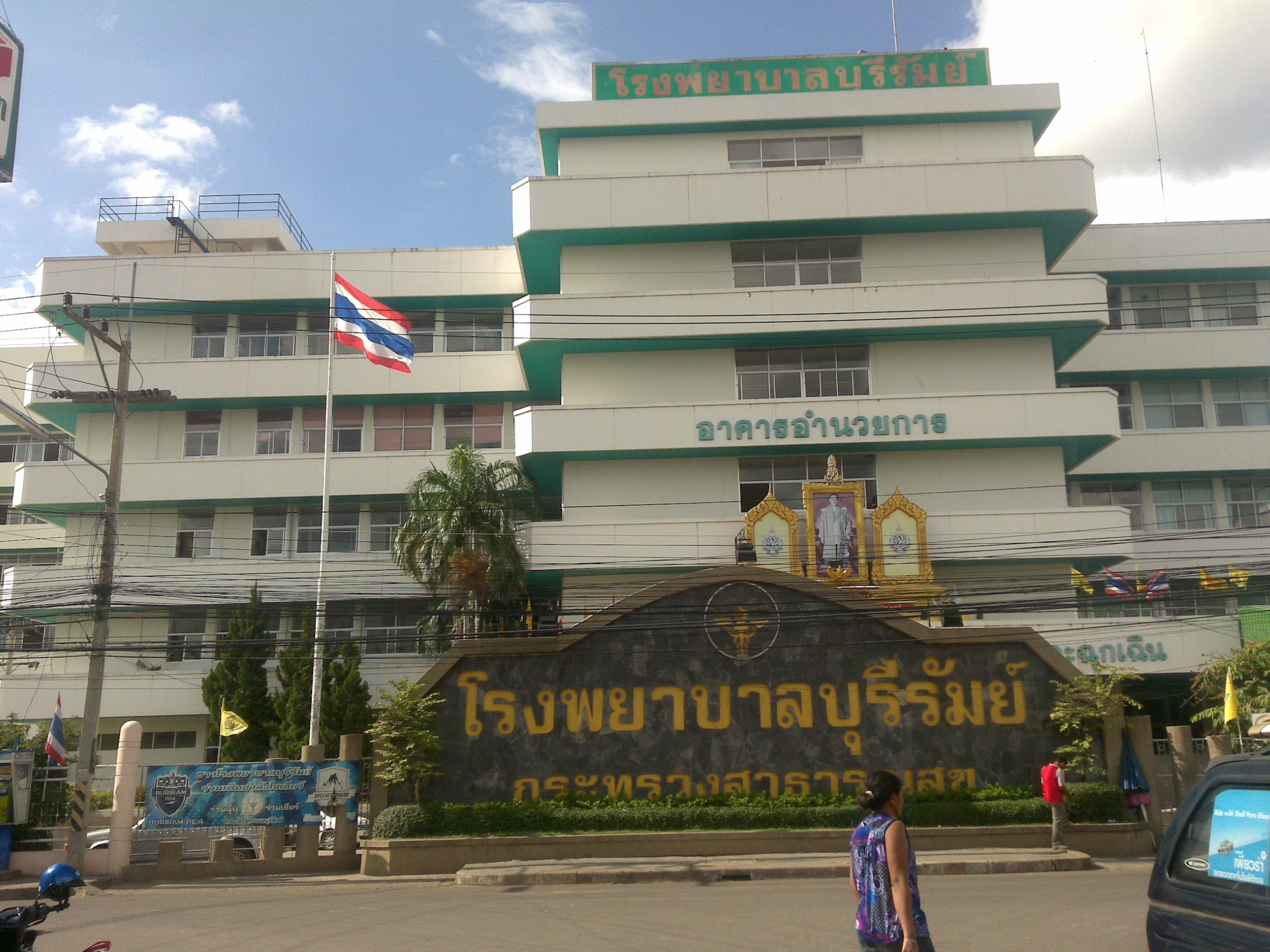
Krankenhaus Buri Ram

In der Provinz gibt es 26 Krankenhäuser mit 163 Ärzten, 1137 Krankenpflegern, 1.745 Krankenhausbetten, dazu kommen 42 Zahnärzte. (Stand 2006)

### Gesundheitseinrichtungen
- Zentralkrankenhaus Buri Ram
- Privates Krankenhaus Buri Ram
- Krankenhaus Nang Rong
- Dr.-Surachet-Krankenhaus
- Krankenhaus Satuek

## Bevölkerung

### Demografie
Im Jahr 1990 zählte die Provinz Buri Ram 1.357.100 Mio. Einwohner, zehn Jahre später waren es 1.493.400 Mio. Einwohner, mit einem durchschnittlichen Alter von 27,3 Jahren. Die 1,4 Mio. Einwohner teilten sich 2000 in 351.500 Haushalte mit einer Haushaltsgröße von durchschnittlich 4,2 Personen, 5,3 % der Haushalte waren Single-Haushalte. 2000 lebten etwa 14 % der Menschen in Stadtgebieten, der größte Anteil lebte in Buri Ram, Nangrong und Lam Plai Mat.
Etwa 94 % der Haushalte von Buri Ram besaßen 2000 ihr eigenes Heim, 89,7 % hatten einen eigenen Fernseher jedoch nur 38,7 % kochten mit gas oder elektrischen Herde. Die sanitäre Anbindung und ein (Trink-)Wasseranschluss waren bei rund 93 % der Haushalte vorhanden.
Die Bevölkerungsaufteilung nach Altersklassen ist in der Klassen von 0 bis 35 Jahren mit einem Anteil je weiter unterteilten Altersklasse von 8,5 & bis 9,1 % weitgehend homogen, anders sieht dies in den höheren Altersklassen aus, der Anteil der 50- bis 54-Jährigen beträgt nur noch 4,8 % und der der 70- bis 74-Jährigen nur noch 1,6 % der Gesamtbevölkerung der Provinz Buri Ram. Die Altersklassen sind jeweils in 5 Jahreszyklen aufgeteilt. Auch die Aufteilung nach Geschlechtern ist weitgehend homogen, in der Provinz lebten im Jahr 2000 744.910 Personen männlichen Geschlechts und 748.449 Personen weiblichen Geschlechts. Dies kann sowohl auf die Städte als auch auf die ländlichen Gebiete reflektiert werden. Auch in Bezug auf die verschiedenen Landkreise gibt es keine ausschlagenden Abweichungen.

### Ethnien und Sprachen
Die Provinz Buri Ram beherbergt eine Reihe verschiedener Volksgruppen: nördliche Khmer, Lao, Khorat-Thai und Kuy (Suay). Dementsprechend gibt es unterschiedliche Sprachen und Dialekte: Phasa Isan (Lao), Khmer, Thai mit Khorater Dialekt, Kuy. Schätzungsweise 50 % der Provinzbevölkerung sind ethnische Khmer oder deren Nachfahren. Allerdings sind 99,8 % thailändische Staatsbürger. Nach offizieller Statistik sprechen 27,6 % der Bevölkerung in Buri Ram Khmer oder das verwandte Kuy als Erstsprache.

## Sehenswürdigkeiten

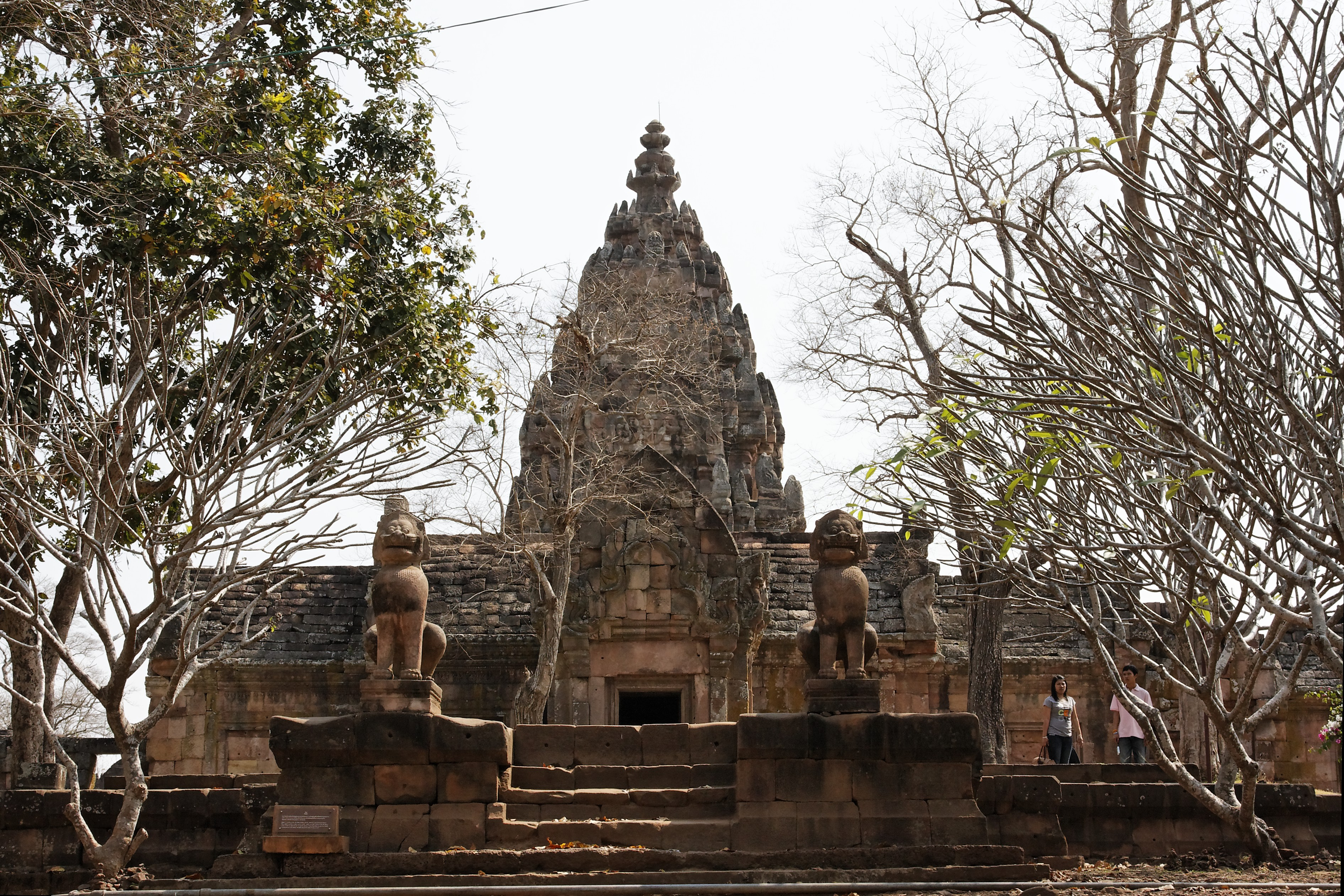
Phanom Rung

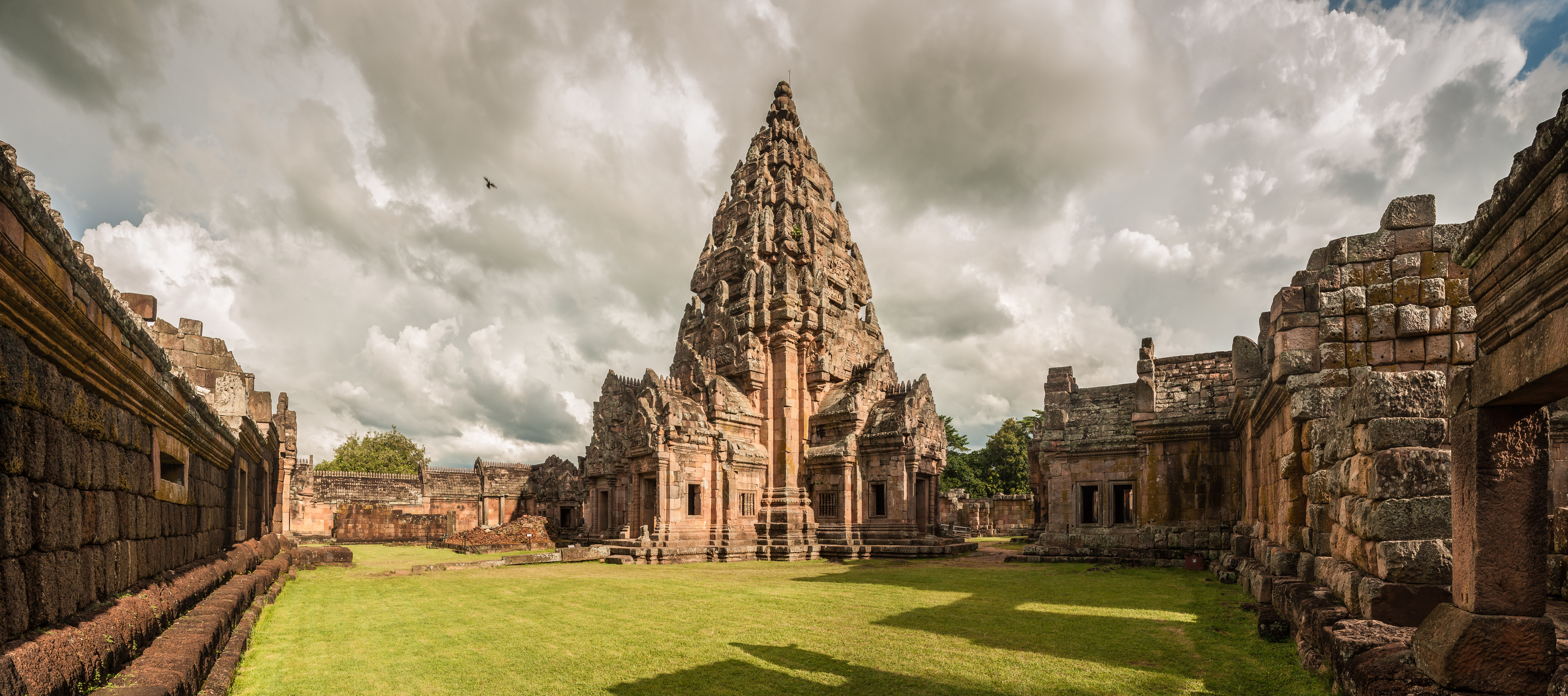
Phanom Rung

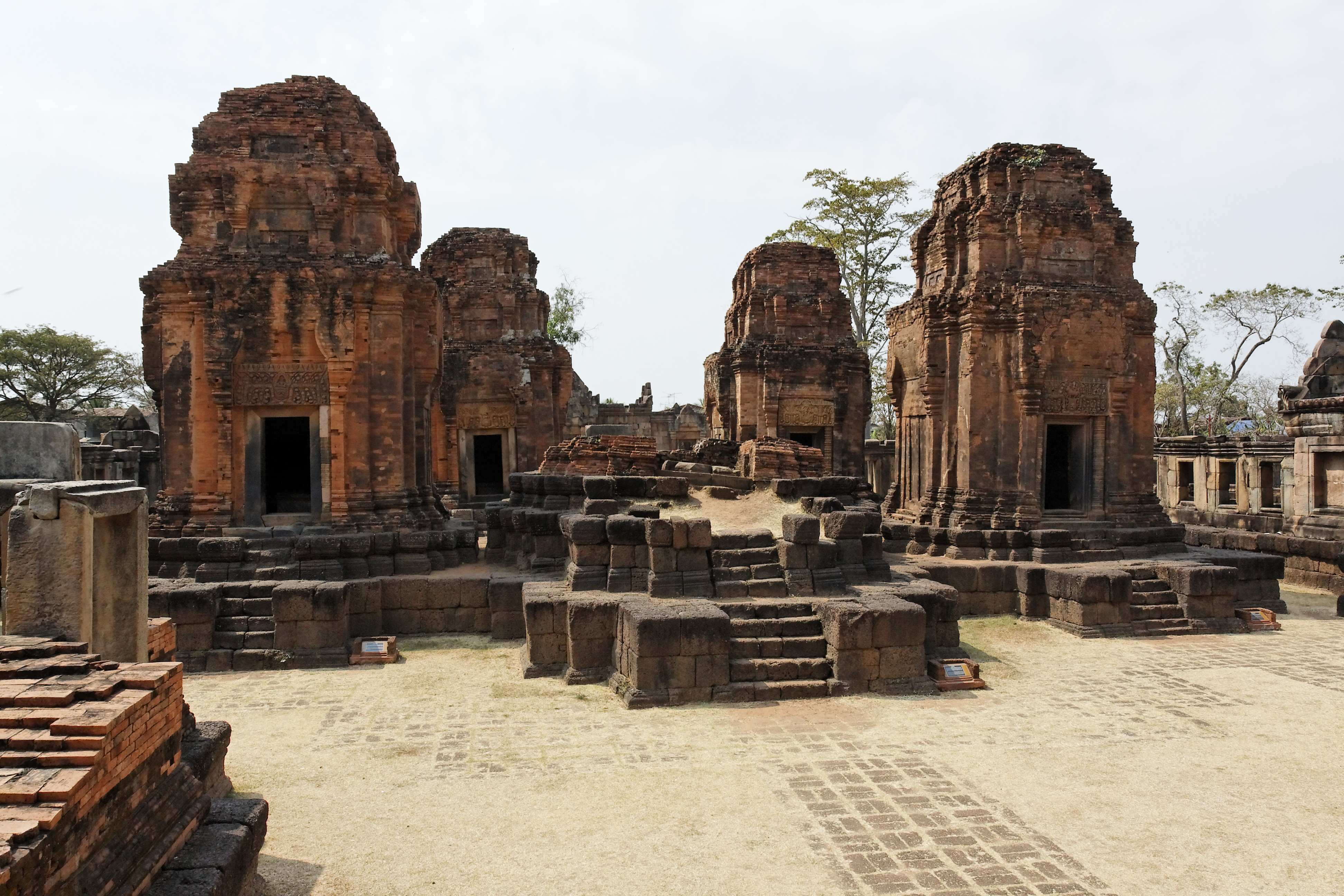
Prasat Hin Mueang Tam

- Prasat Hin Khao Phanom Rung (ปราสาทหินพนมรุ้ง) – gewaltiger und sehr schöner Felstempel aus dem 12. Jahrhundert auf einem 400 m hohen erloschenen Vulkankegel mit einem herrlichen Blick auf die flache Landschaft bis nach Kambodscha; die Anlage wird als „Angkor Wats kleiner Bruder“ bezeichnet. Ein Tempelfest findet jeden April statt
- Prasat Hin Mueang Tam (ปราสาทเมืองต่ำ) – unweit von Phanom Rung gelegen, stammt aus dem 11. Jahrhundert und hat im Khmer-Stil gemeißelte Türstürze sowie eine Laterit-Mauer
- Khao Kradong (วนอุทยานเขากระโดง) – große Buddhafigur auf einem Berg, ca. 15 km außerhalb der Provinzhauptstadt
- Tao Sawai/Tao Nai Chian – Brennöfen aus dem 9. bis 12. Jahrhundert in einer alten Khmersiedlung (in Amphoe Ban Kruat)
- Prang Ku Suan Daeng (ปรางค์กู่สวนแตง) – in Amphoe Phutthaisong, 3 Khmer-Prangs aus Ziegel und Mörtel mit kunstvoll geschnitzten Türen, die Episoden aus dem Ramakien darstellen
- Pet Thong Grotte im Landkreis Pakham
- Phra Mahathat Srithamenchai im Landkreis Lam Plai Mat, eine Replica des Prathat Phanom
- Naturschutz- und Nationalparks:
  - Waldpark Phu Khao Fai Kradong
  - Wildschutzgebiet Dong Yai
  - Nationalpark Ta Phraya (Thai: อุทยานแห่งชาติตาพระยา) – gemeinsam mit Sa Kaeo, Fläche 594 km²

## Sport
Der Fußballverein Buriram United ist seit 2008 einer der erfolgreichsten Clubs Thailands. Er hat seither achtmal, zuletzt 2021/2022 die nationale Meisterschaft gewonnen.

## Symbole
Das Siegel der Provinz zeigt den berühmten Sandsteintempel Phanom Rung, der einen Hinduschrein der Shiva-Anhänger aus dem 9. bis 12. Jahrhundert trägt. Der Schrein war nach der Unterwerfung der Khmer durch das Königreich Ayutthaya nicht mehr in Gebrauch und wurde später als Geschichtspark eröffnet.
Die lokale Blüte ist der Yellow Cotton Tree (Cochlospermum regium) im thailändischen Fai Kham oder Supanika aus der Gattung der Schneckensamenbäume und der lokale Baum ist die Rosenkassie (Cassia grandis).
Der Wahlspruch der Provinz Buri Ram lautet:
Die Stadt mit uralten Schlössern,
Wunderschöne Thai-Seide wird von den Leuten gewebt,
Auf dem Land finden sich Vulkane,
Reich an unterschiedlichen Kulturen rundherum.

## Verwaltungseinheiten
Die Provinz Buri Ram ist in 23 Amphoe (‚Bezirke‘ oder ‚Landkreise‘) gegliedert. Diese sind weiter unterteilt in 188 Tambon (‚Unterbezirke‘ oder ‚Gemeinden‘) und 2.546 Muban (‚Dörfer‘).
| \| Nr. \| Amphoe \| Thai \| \| Nr. \| Amphoe \| Thai \| \| --- \| --------------- \| -------------- \| \| --- \| ------------------ \| ----------------- \| \| 1. \| Mueang Buri Ram \| อำเภอเมืองบุรีรัมย์ \| \| 13. \| Na Pho \| อำเภอนาโพธิ์ \| \| 2. \| Khu Mueang \| อำเภอคูเมือง \| \| 14. \| Nong Hong \| อำเภอหนองหงส์ \| \| 3. \| Krasang \| อำเภอกระสัง \| \| 15. \| Phlapphla Chai \| อำเภอพลับพลาชัย \| \| 4. \| Nang Rong \| อำเภอนางรอง \| \| 16. \| Huai Rat \| อำเภอห้วยราช \| \| 5. \| Nong Ki \| อำเภอหนองกี่ \| \| 17. \| Non Suwan \| อำเภอโนนสุวรรณ \| \| 6. \| Lahan Sai \| อำเภอละหานทราย \| \| 18. \| Chamni \| อำเภอชำนิ \| \| 7. \| Prakhon Chai \| อำเภอประโคนชัย \| \| 19. \| Ban Mai Chaiyaphot \| อำเภอบ้านใหม่ไชยพจน์ \| \| 8. \| Ban Kruat \| อำเภอบ้านกรวด \| \| 20. \| Non Din Daeng \| อำเภอโนนดินแดง \| \| 9. \| Phutthaisong \| อำเภอพุทไธสง \| \| 21. \| Ban Dan \| กิ่งอำเภอบ้านด่าน \| \| 10. \| Lam Plai Mat \| อำเภอลำปลายมาศ \| \| 22. \| Khaen Dong \| กิ่งอำเภอแคนดง \| \| 11. \| Satuek \| อำเภอสตึก \| \| 23. \| Chaloem Phra Kiat \| อำเภอเฉลิมพระเกียรติ \| \| 12. \| Pakham \| อำเภอปะคำ \| \| \| \| \| |                 |                |  |     |                    |                   |
| Nr. | Amphoe          | Thai           |  | Nr. | Amphoe             | Thai              |
| 1. | Mueang Buri Ram | อำเภอเมืองบุรีรัมย์ |  | 13. | Na Pho             | อำเภอนาโพธิ์        |
| 2. | Khu Mueang      | อำเภอคูเมือง     |  | 14. | Nong Hong          | อำเภอหนองหงส์      |
| 3. | Krasang         | อำเภอกระสัง     |  | 15. | Phlapphla Chai     | อำเภอพลับพลาชัย     |
| 4. | Nang Rong       | อำเภอนางรอง    |  | 16. | Huai Rat           | อำเภอห้วยราช       |
| 5. | Nong Ki         | อำเภอหนองกี่     |  | 17. | Non Suwan          | อำเภอโนนสุวรรณ     |
| 6. | Lahan Sai       | อำเภอละหานทราย |  | 18. | Chamni             | อำเภอชำนิ          |
| 7. | Prakhon Chai    | อำเภอประโคนชัย  |  | 19. | Ban Mai Chaiyaphot | อำเภอบ้านใหม่ไชยพจน์ |
| 8. | Ban Kruat       | อำเภอบ้านกรวด   |  | 20. | Non Din Daeng      | อำเภอโนนดินแดง     |
| 9. | Phutthaisong    | อำเภอพุทไธสง    |  | 21. | Ban Dan            | กิ่งอำเภอบ้านด่าน     |
| 10. | Lam Plai Mat    | อำเภอลำปลายมาศ |  | 22. | Khaen Dong         | กิ่งอำเภอแคนดง      |
| 11. | Satuek          | อำเภอสตึก       |  | 23. | Chaloem Phra Kiat  | อำเภอเฉลิมพระเกียรติ |
| 12. | Pakham          | อำเภอปะคำ      |  |     |                    |                   |

### Lokalverwaltung
Für das ganze Gebiet der Provinz besteht eine Provinz-Verwaltungsorganisation (thailändisch องค์การบริหารส่วนจังหวัด, kurz อบจ., Ongkan Borihan suan Changwat; englisch Provincial Administrative Organization, PAO). Ihre Vorsitzende ist Karuna Chidchob, die Gattin von Newin Chidchob.
Auf dem Gebiet der Provinz gibt es des Weiteren 62 Thesaban (‚Kommunen‘) – darunter drei „Städte“ und 59 „Kleinstädte“ – sowie 146 Tambon-Verwaltungsorganisationen.